# TUGZip
TUGZip är ett komprimeringsprogram för Windows, utvecklat av svensken Christian Kindahl.